# 不嶋豊和
不嶋 豊和（ふしま とよかず、1949年（昭和24年）8月27日 - ）は、日本の政治家。前石川県七尾市長（2期）。

## 来歴
石川県七尾市出身。石川県立七尾高等学校、中央大学法学部卒業。1973年（昭和48年）4月、石川県職員に採用される。2009年（平成21年）4月、七尾市副市長に就任。
2012年（平成24年）10月28日に行われた七尾市長選挙に前市長武元文平の後継者として立候補し初当選。11月7日、市長に就任。
2016年（平成28年）10月、無投票で再選。
2020年（令和2年）の市長選に、衆議院議員の西田昭二、自民党県議の清水真一路、市議会第一会派「灘会」の市議らの支援を受けて立候補。「パトリア」への「ドン・キホーテ」の確実な誘致、2021年4月の子ども医療費完全無料化、能越自動車道の整備促進などを公約に訴えるが、衆議院議員の近藤和也、自民党県議の和田内幸三、市議会第二会派「新政会」などの支援を受けた税理士の茶谷義隆に敗れ落選した。同年11月6日、任期満了に伴い退任。
2021年11月3日、秋の叙勲において旭日小綬章を受章。